# Dècada del 1000

## Esdeveniments
- La població del món arriba als 300 milions d'habitants
- Conflictes entre Dinamarca i Anglaterra i entre la Xina i Mongòlia
- Primers pogroms i persecucions contra els jueus a Europa
- Por a la fi del món o apocalipsi
- Període de fam a Europa
- Invenció de la pólvora a la Xina

## Personatges destacats
- Abat Oliba
- Eric el Roig
- Almansor